# 탈러시아화

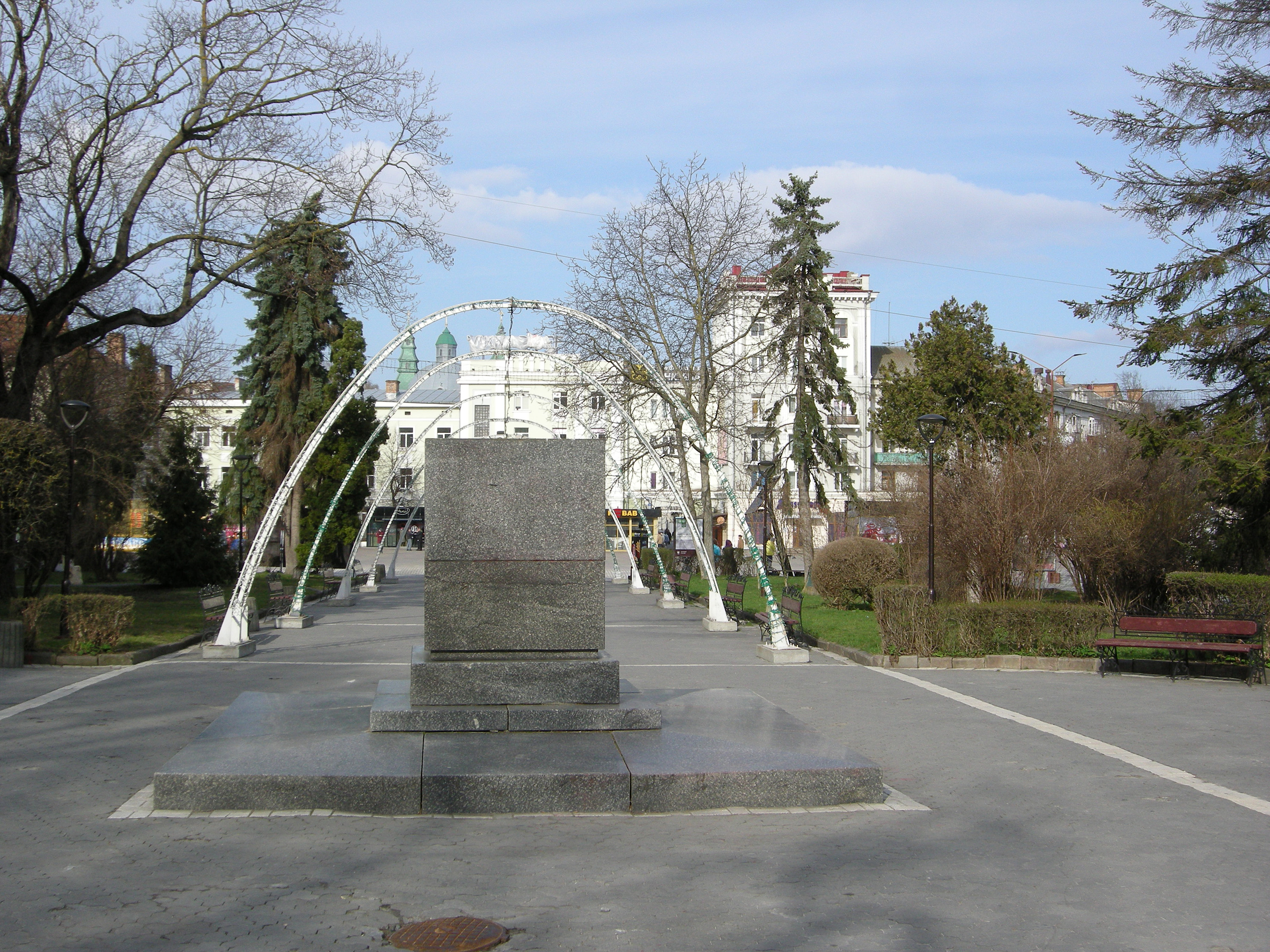
우크라이나 테르노필의 알렉산드르 푸시킨 동상의 빈 받침대

탈러시아화 (또는 탈러시아주의)는 구 러시아 제국과 소련 또는 그 특정 지역의 여러 주에서 러시아화로 인해 상실된 토착민의 언어, 문화, 역사적 기억 등 국가 정체성을 회복하는 것을 목표로 하는 과정 또는 공공 정책이다. 이 용어는 또한 다른, 일반적으로 토착 언어 및 문화의 진흥을 통해 러시아어, 문화 및 러시아어권 사회의 기타 속성들을 주변화하는 것을 지칭할 수도 있다.

## 러시아 제국 붕괴 후
초기 탈러시아화 과정은 1917년 러시아 제국 붕괴 후 새로 독립한 폴란드, 핀란드, 벨라루스, 우크라이나, 조지아, 발트 3국 등지에서 나타났다.

### 카르스

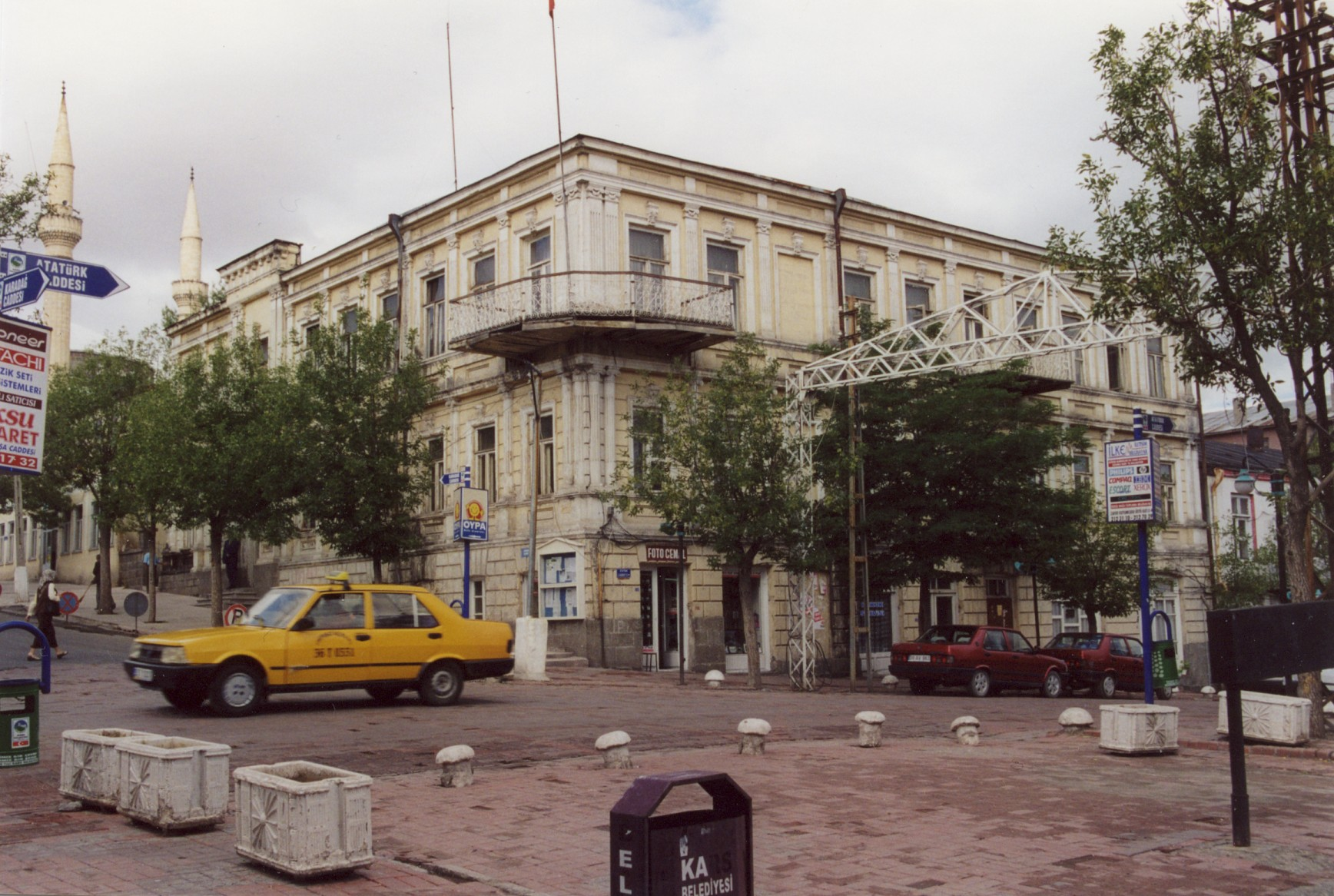
카르스에 남아있는 19세기 말~20세기 초 전형적인 러시아 건축물은 이 지역의 옛 러시아 존재를 보여준다.

모스크바 조약 (1921년)으로 카르스주와 인접한 여러 영토가 튀르키예로 넘어간 후, 1897년 인구 조사에 따르면 인구의 47%를 차지했던 거의 모든 기독교인이 이 영토를 떠났다. 당시 인구의 10.6%(러시아인 본토인은 7.7% 포함)를 차지했던 슬라브족의 비중은 몇 천 명의 러시아 출신 영적 기독교인으로 줄어들었으며, 이들 대부분은 1920년대 중반과 1960년대 중반에 소련으로 돌아갔다. 그리스, 아르메니아, 조지아 공동체는 사라졌다.

### 하얼빈 러시아인

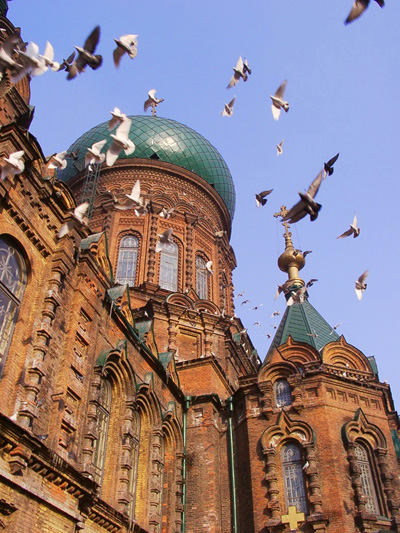
성 소피아 성당 (1907년 건축)은 하얼빈의 러시아 영향력을 상기시킨다.

1945년에서 1969년 사이에 하얼빈시의 탈러시아화가 완료되었는데, 1920년대 백계 이민 절정기에는 둥베이에 거의 30만 명에 달하는 러시아어 사용 인구가 있었다. 남아있는 러시아 주민들 대부분은 미국이나 호주로 이민을 가거나 소련으로 돌아가기로 선택했다.

## 소련에서
코레니자치야는 러시아인이 아닌 민족들을 각 소련 공화국 정부에 통합시키기 위한 소련 정부의 초기 정책이었다. 1920년대에 이 정책은 명목민족의 대표자들과 그들의 소수 민족을 해당 소련 공화국 지방 정부의 하위 행정 단위, 관료제 및 노멘클라투라에 진출하도록 장려했다. 코레니자치야의 주요 목적은 각 민족을 위한 공산주의 간부를 양성하는 것이었다. 러시아어로 korenizatsiia라는 용어는 korennoe naselenie (коренное население, "원주민")에서 유래한다. 이 정책은 1930년대 중반 다양한 민족의 추방과 함께 사실상 종료되었다.
1930년대 중반, 일부 민족 지역에서 숙청이 이루어지면서 코레니자치야 정책은 새로운 방향으로 전환되었고, 1930년대 말에는 지방 언어 장려 정책이 더 큰 러시아화에 의해 균형을 이루기 시작했다. 더욱이 스탈린은 1926년 인구 조사에 비해 1939년 인구 조사에서 공식적으로 인정된 민족 수를 크게 줄이기로 결정한 것으로 보였다. 코레니자치야라는 용어는 1930년대 후반에 사용되지 않게 되었고, "민족 간부의 선발 및 배치" (подбор и расстановка национальных кадров)와 같은 보다 관료적인 표현으로 대체되었다. 1937년부터 중앙 언론은 러시아어와 러시아 문화를 칭송하기 시작했다. "인민의 적"을 비난하는 대규모 캠페인이 조직되었다. "부르주아 민족주의자"는 러시아어를 억압했던 러시아 인민의 새로운 적이었다. 원주민화 정책은 폐기되었다. 다음 해에 러시아어는 모든 소련 학교의 필수 과목이 되었다.
혁명 이전의 러시아 민족주의도 복권되었다. 러시아 역사의 많은 영웅들이 영광을 위해 재해석되었다. 러시아인들은 "사회주의 민족 가족"의 "맏형"이 되었다. 새로운 종류의 애국주의, 즉 사회주의 조국을 위해 싸울 의지를 의미하는 소련 애국주의가 선포되었다. 1938년 러시아어는 모든 비러시아어 학교의 필수 과목이 되었다. 일반적으로 문화적, 언어적 러시아화는 스탈린이 부과한 전반적인 중앙집권화를 반영했다. 1920년대 후반에 아랍어 알파벳을 대체하기 위해 라틴어 알파벳이 부여되었던 중앙아시아 언어를 포함한 여러 소련어에 키릴 문자가 도입되었다.
소련 시대에 상당수의 러시아 민족과 우크라이나인들이 다른 소련 공화국으로 이주하여 그곳에 정착했다. 1989년 마지막 인구 조사에 따르면, 소련 공화국 내 러시아 "디아스포라"는 2,500만 명에 달했다. 소련을 식민지 제국으로 평가하는 일부 역사학자들은 "민족들의 감옥" 개념을 소련에 적용했다. 토마스 빈더는 "소련은 어떤 면에서는 옛 제국보다 더 민족들의 감옥이 되었다"고 썼다.

### 중소 분쟁
중소 분쟁 이후, 중국 공안부와 국가측량제도국은 1963년에 "러시아 지명에 존재하는 문제에 대한 조사 및 연구 요청 및 처리 의견 제시 통지" 문서를 발표하여 헤이룽장성에 관할 내 지명의 탈러시아화를 요구했다. 그 후, 헤이룽장성 민정부는 연구를 수행하여 과거에 사용되었지만 현재는 중국어 이름(주로 하얼빈시의 거리와 아무르강의 섬)을 가진 러시아 지명 20개와 중국어 이름이 없는 지명 9개를 확인했다. 그리고 1963년 12월 27일에 러시아 지명 개명 제안과 일부 지명에 대한 추가 연구가 필요하다는 메모가 포함된 서면 보고서를 베이징에 보냈다. 1964년 12월 26일, 중화인민공화국 국무원은 지명의 탈러시아화 제안을 승인했다.

## 소련 붕괴 후
구 소련의 대부분의 중앙아시아 및 트랜스코카서스 공화국에서는 대규모 이민, 자연 감소, 그리고 이주 노동자로 러시아에 대한 존재감을 늘리기 시작한 토착민들 사이에서 장기간의 인구 폭발로 인해 러시아 인구의 비중과 규모가 특히 빠르게 감소했다.
따라서 타지키스탄에서는 독립 후 처음 10년 동안 러시아인 수가 40만 명에서 6만 명으로 감소했다. 2010년에는 공화국에서 러시아어가 민족 간 의사소통 언어 지위를 상실했다. 카자흐스탄과 중앙아시아의 다른 많은 도시와 지역의 급속한 탈러시아화는 계속되고 있다.
예를 들어, 1989년에서 2009년 사이에 누르술탄에서 러시아 인구의 비중은 54.5%에서 24.9%로 감소했고, 알마티에서는 59.1%에서 33.2%로, 비슈케크에서는 55.8%에서 26.1%로 감소했다.

### 키릴 문자에서 전환
소련 붕괴 이후, 키릴 문자를 공식적으로 사용하는 국가의 수가 줄어들었는데, 이는 탈러시아화의 징후로도 볼 수 있다. 이 문자는 아제르바이잔, 몰도바, 투르크메니스탄, 그리고 부분적으로 우즈베키스탄에서 사용되지 않게 되었다. 카자흐스탄에서는 카자흐어의 키릴 문자에서 라틴 문자로의 완전한 전환이 2025년까지 예정되어 있다.

## 국가별

### 투르크메니스탄에서
모든 러시아어 전용 학교가 폐쇄되었고, 학생들은 전국에 걸쳐 투르크멘어 학교로 보내졌다. 투르크멘 정부는 러시아어 교육을 주당 1시간으로 줄였고, 대부분의 러시아어 미디어를 차단했으며, 나중에는 국립 도서관에서 러시아어 자료에 대한 접근을 제한했다.

### 카자흐스탄에서
카자흐스탄은 1929년부터 1940년까지 라틴 문자를 사용했으며, 그 후 스탈린주의 개혁 기간 동안 키릴 문자로 전환했다. 그 이전에는 아랍계 문자를 사용했다.
2017년 9월 28일, 카자흐스탄 의회는 라틴어를 기반으로 하는 새로운 알파벳 초안이 제시된 청문회를 개최했다. 이 알파벳은 25개의 문자로 구성될 것이다. 알파벳 초안은 언어 개발 조정 및 방법론 센터의 에르볼 틀레셰프 소장이 발표했다. 그에 따르면, 이 알파벳은 카자흐어의 언어 체계와 전문가들의 의견을 고려하여 작성되었다. 언어학 연구소 소장인 에르덴 카지베크는 알파벳의 각 문자가 하나의 소리를 의미하며 추가적인 그래픽 문자를 포함하지 않을 것이라고 말했다.
2017년 10월 27일, 누르술탄 나자르바예프 대통령은 카자흐 알파벳을 키릴 문자에서 라틴 문자로 전환하는 법령에 서명했다. 10월 27일에 발표된 이 문서는 2025년까지 라틴어 그래픽으로 점진적으로 전환하는 것을 목표로 한다. 이 법령은 또한 새로운 알파벳을 승인했다.
2018년 2월 26일, 카자흐스탄 대통령 누르술탄 나자르바예프는 정보통신부 장관 다우렌 아바예프와의 회의에서 국가 기관의 활동을 전적으로 카자흐어로 번역하라고 지시했다. 이 전환은 단계적으로 이루어질 것이다.

### 몰도바에서
몰도바는 1940년 소련-독일 독일-소련 불가침 조약 이후 몰도바 SSR로서 소련에 합병되었다. 얼마 지나지 않아 국어는 "루마니아어"에서 "몰도바어"로 이름이 변경되었고, 라틴 알파벳 대신 키릴 문자로 쓰이게 되었다. 이 정책은 애국심에 불타는 대규모 시위가 있은 후 1989년에야 뒤집혔다. 루마니아어는 독립 이래 몰도바 헌법의 공식 언어이며, 오늘날 몰도바의 유일한 공식 언어이다. 러시아어는 여전히 사용되고 있지만 소련 시대만큼 중요하지는 않다. 러시아어는 국내에서 특별한 지위를 가지고 있지 않으며 모국어로서의 사용이 한동안 감소하고 있기 때문이다.

### 우크라이나에서

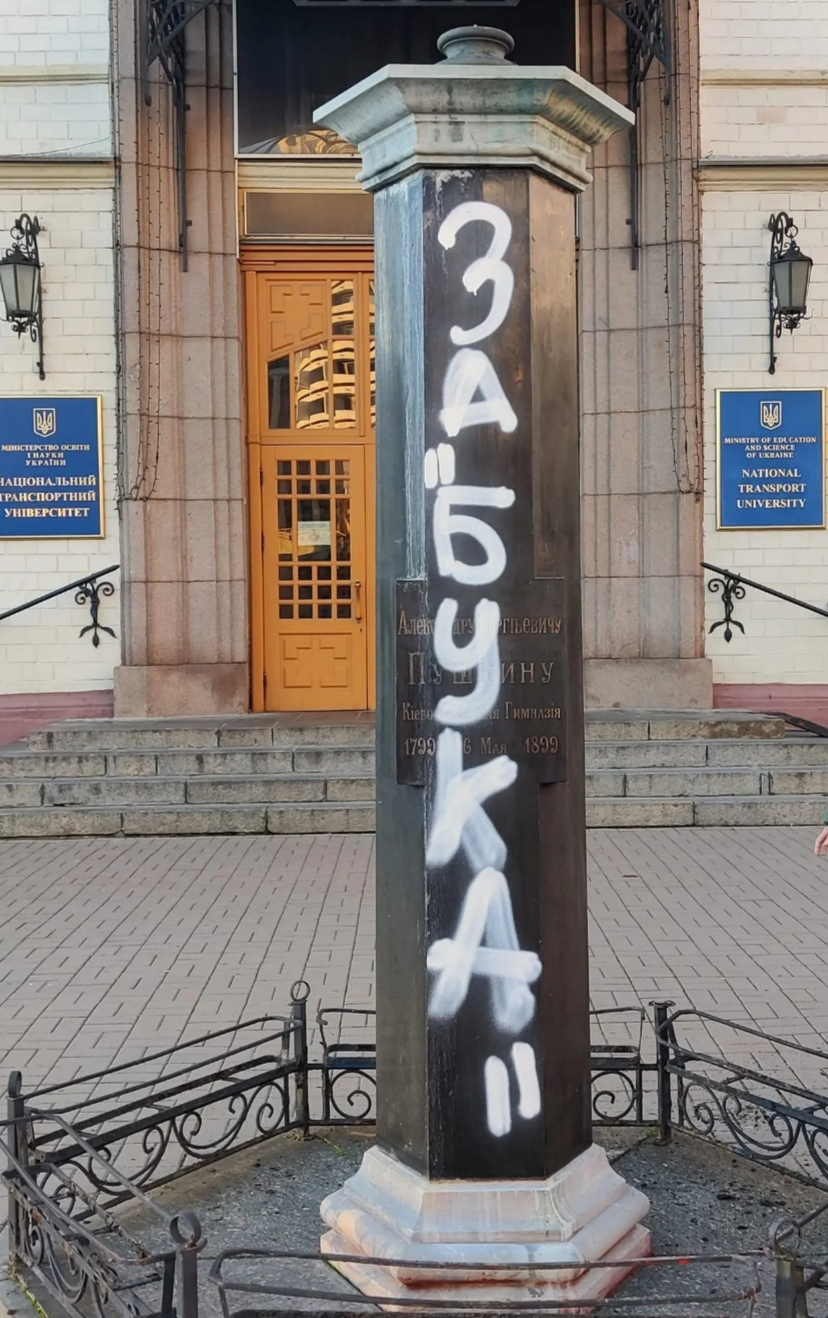
키이우에서 알렉산드르 푸시킨 흉상이 철거된 후의 빈 페데스탈.

우크라이나의 탈러시아화는 1991년 소련 해체 이후 우크라이나가 독립하면서 시작되었다. 그러나 독립 후 첫 해에는 탈공산화와 자유 시장 자본주의 경제 구축이 우선시되었다. 하지만 탈러시아화와 탈공산화 과정은 밀접하게 연결되어 있으며, 일부 주요 조치들은 자발적이고 비체계적으로 이루어졌다. 2022년 현재 우크라이나 내에서 탈공산화 과정은 거의 완료되었으며, 따라서 최근에는 탈러시아화에 더 많은 노력이 집중되고 있다. 이 과정은 2022년 2월 러시아의 우크라이나 침공으로 시작된 러시아-우크라이나 전쟁의 확대에 의해 가속화되고 심화되었다.
침략을 배경으로 우크라이나에서 탈러시아화가 본격적으로 시작되었다. 마을과 도시에서 거리 이름이 바뀌고 소련-러시아 기념물이 철거되었다. 르비우, 드니프로, 키이우 및 하르키우에서 변경이 이루어졌다. 이어서 이바노프란키우스크는 러시아 이름이 완전히 사라진 우크라이나 최초의 도시가 되었다.
2022년 4월 8일 현재, 사회학 그룹 레이팅의 여론 조사에 따르면, 우크라이나인의 76%가 러시아 또는 소련과 관련된 거리 및 기타 대상의 이름 변경 이니셔티브를 지지한다.
2023년 4월 21일, 볼로디미르 젤렌스키 대통령은 우크라이나의 러시아 제국 정책 선전 및 지명 탈식민화 비난 및 금지에 관한 법률에 서명했다. 이 법은 러시아, 우크라이나(또는 다른 국가)에 대한 침략을 저지른 개인, 그리고 러시아 제국과 소련과 관련된 전체주의적 정책과 관행을 상징하거나 찬양하는 지명들을 금지하며, 러시아 점령지에 사는 우크라이나인들도 포함한다.

### 발트 3국에서

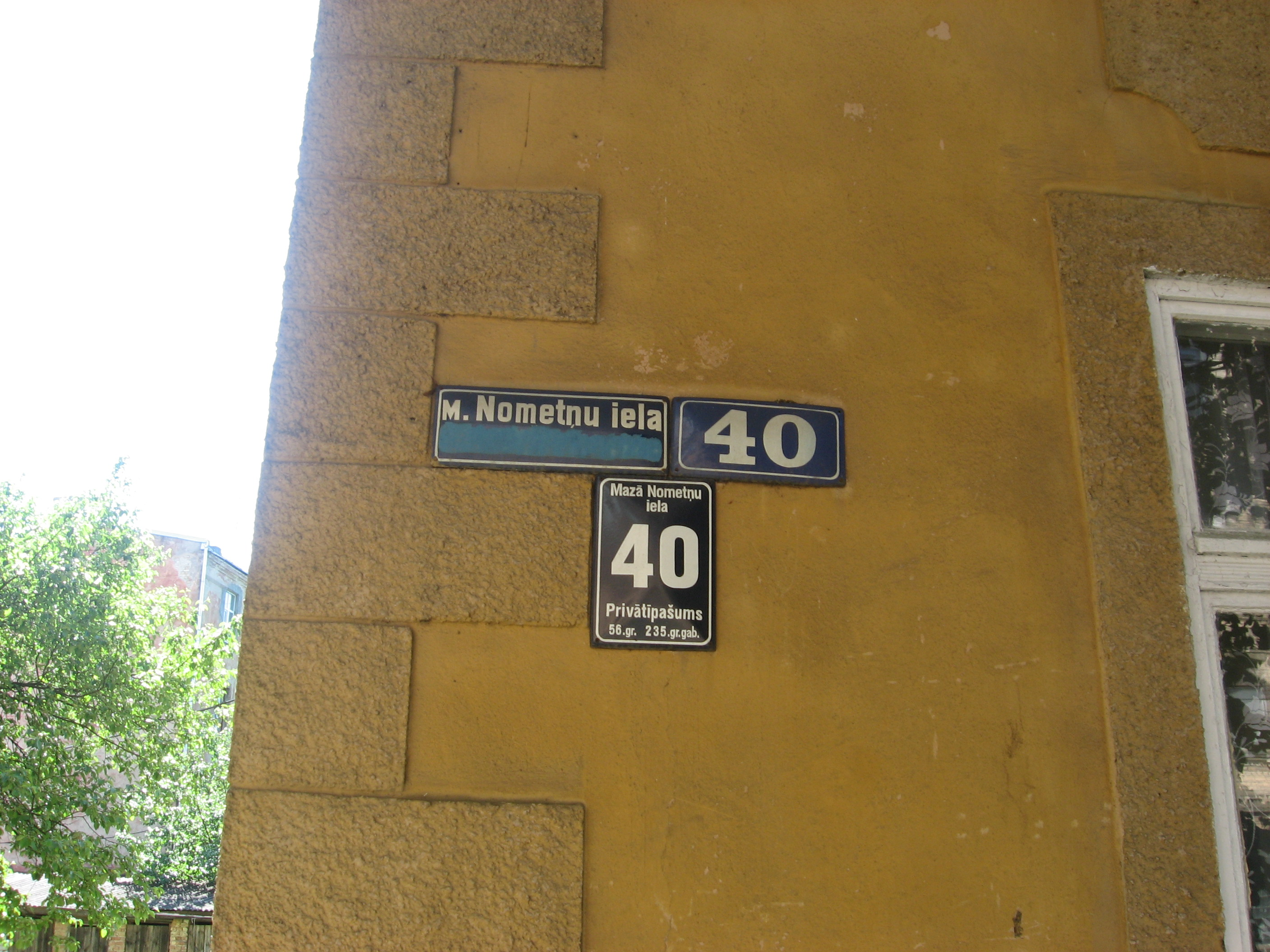
리가, 라트비아에 있는 소련 시대 이중 언어 거리명 표지판으로, 러시아어 이름은 페인트로 덮여 있다.

발트 3국 (리투아니아, 라트비아, 에스토니아)은 1991년 소련으로부터 독립을 되찾은 이후 탈러시아화를 겪었다. 소련의 발트 3국 점령은 상당한 러시아계 소수 민족을 초래했는데, 이들은 거의 예외 없이 러시아어만 사용했다. 탈러시아화 노력은 공식 업무 언어를 러시아어에서 현지 발트 및 핀 언어로 전환하고 전통적인 국적 및 시민권 법률을 복원하는 것으로 시작되었다. 그러나 우크라이나의 상황과 마찬가지로 독립 초기에는 탈러시아화보다 탈공산화에 더 많은 노력이 집중되었다.
러시아의 우크라이나 침공은 발트 3국의 탈러시아화를 가속화했다. 주목할 만한 변화 중 하나는 2023년 9월부터 모든 기존 공립학교를 라트비아어 전용으로 전환하기로 한 라트비아의 결정이었다. 리투아니아와 에스토니아도 빠르게 뒤를 따랐다. 교육 환경에서 러시아어 대신 라트비아어 사용을 장려하는 정책은 이전에 존재했지만, 이러한 규칙은 일관성 없이 시행되었고 학교는 감독되지 않았다. 라트비아의 모든 공립학교는 2025년 9월까지 라트비아어를 교육 언어로 사용할 것이다.

## 같이 보기
- 성씨의 아제르바이잔화
- 알렉산드르 푸시킨 기념비 철거 (우크라이나)
- 레니노파드
- KyivNotKiev
- 러시아혐오